# Port lotniczy Drietabbetje
Port lotniczy Drietabbetje (IATA: DRJ, ICAO: SMDA) – port lotniczy położony w miejscowości Drietabbetje w Surinamie.